# آلن ماریوت (بازیکن فوتبال)
آلن ماریوت (انگلیسی: Alan Marriott؛ زادهٔ ۳ سپتامبر ۱۹۷۸) بازیکن فوتبال اهل بریتانیا است.
از باشگاه‌هایی که در آن بازی کرده‌است می‌توان به باشگاه فوتبال لینکولن سیتی، باشگاه فوتبال منزفیلد تاون، و باشگاه فوتبال تاتنهام هاتسپر اشاره کرد.